# Huaca El Rosario
La Huaca El Rosario es un sitio arqueológico ubicado en el distrito de San Martin de Porres, en la ciudad de Lima, capital del Perú. 

## Ubicación
El sitio arqueológico El Rosario se encuentra ubicado calle Diamante, altura de la intercepción avenida Los Alisos con avenida Canta Callao, San Martín de Porres, Lima.

## Cronología
No se tienen estudios específicos sobre la cronología de este vestigio arqueológico sin embargo la cerámica asociada a este punto responde a la cronología que se atribuye al mismo que el complejo arquitectónico de Garagay en el Horizonte Medio.
Línea de tiempo

## Descripción
El sitio arqueológico Huaca El Rosario, corresponde a  un montículo artificial cubierto de tierra y piedras donde aún se pueden observar estructuras de tapia y piedra. El sitio corresponde a una gran pirámide trunca, en la que destacan una plataforma baja frontal y un amplio atrio central. A pesar de que se desconoce su ubicación cronológica, el autor Rogger Ravines considera que podría tener relación con los sitios ceremoniales de Garagay del Horizonte Temprano (característico del estilo Chavín).